# La Haute-Chapelle
La Haute-Chapelle foi uma comuna francesa na região administrativa da Normandia, no departamento Orne. Estendia-se por uma área de 19,13 km². Em 2010 a comuna tinha 598 habitantes (densidade: 31,3 hab./km²).
Em 1 de janeiro de 2016, passou a formar parte da nova comuna de Domfront en Poiraie.